# Atreverse
Atreverse va ser un cicle televisiu argentí emès entre 1990 i 1991 per Telefé. El programa d'Unitario va tenir freqüència setmanal, i en cada episodi abordava una temàtica diferent amb elencs rotatius. Va ser creat i dirigit per Alejandro Doria.

## Direcció i llibres
El programa era dirigit per Alejandro Doria, amb llibres de María José Campoamor, Juan Carlos Cernadas Lamadrid, Nelly Fernández Tiscornia i Jacobo Langsner. Doria, així mateix, també va col·laborar en alguns dels guions.

## Elenc
En el programa van participar actors d'important trajectòria com 
Selva Alemán
- China Zorrilla
- Luisina Brando
- Bárbara Mujica
- Alicia Bruzzo
- Dora Baret
- María Leal
- Ulises Dumont
- Elena Tasisto
- Oscar Martínez
- Alberto Segado
- Juan Leyrado
- Miguel Ángel Solá
- Jorge Marrale
- Soledad Silveyra
- Víctor Laplace
- Graciela Alfano
- Emilia Mazer
- Marilina Ross
- Cris Morena
- Darío Grandinetti
- Susana Campos
- Lito Cruz
- Chela Ruiz
- Federico Luppi
- Graciela Dufau
- Carolina Papaleo
- Sandra Mihanovich
- Leonardo Sbaraglia
- Betiana Blum
- Héctor Bidonde
- Arturo Puig
- Rodolfo Ranni
- Fernán Mirás
- Cecilia Roth
- Chunchuna Villafañe
- Mercedes Morán
- Germán Palacios
- Gustavo Bermúdez
- Arturo Maly
- Olga Zubarry
- Carmen Vallejo
- Tony Vilas
- Cecilia Dopazo
- Gabriel Rovito
- Carola Reyna
- Gabriela Toscano
- Laura Novoa
- Juan Palomino
- Mónica Villa
- Andrea Pietra
- Horacio Roca
- Salo Pasik
- Susana Lanteri
- Rita Terranova
- Cacho Espíndola
- Katja Alemann
- Mónica Scapparone
- Jesús Berenguer
- Andrea Tenuta
- Raúl Aubel
- Alicia Berdaxagar
- Raúl Rizzo
- Lucrecia Capello
- Florencia Peña
- Boris Rubaja
- Jorge D'Elía
- Pablo Brichta
- María Socas
- Horacio Peña
- Tina Serrano
- Emilio Bardi
- Ana María Giunta
- Carlos Portaluppi
- Floria Bloise, entre d'altres.

## Recepció i crítiques
El cicle va obtenir diversos premis Martín Fierro, entre ells en la categoria Millor Programa i Millor Director. En 1990 va obtenir els següents Martin Fierro: "més ben unitari i/o minisèrie"; "Millor actor" (per Miguel Ángel Solá); "Millor actriu" (per Alicia Bruzzo) sent aquesta terna amb 3 actrius del cicle; "Millor actor de repartiment" (per Arturo Maly) i "Millor Director" (per Alejandro Doria) tenint 11 nominacions en total. A Espanya fou guardonat amb un dels Premis Ondas 1990.